# Angerona nigrolimbata
Angerona nigrolimbata là một loài bướm đêm trong họ Geometridae.